# Terrane

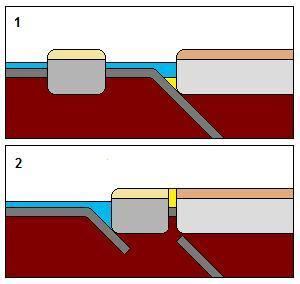

In geologia, un terrane, o più estesamente un terrane tettonostratigrafico, è un frammento di crosta terrestre formatosi nell'ambito di una certa placca tettonica da cui si è separato, e che in seguito si è unito (o geologicamente suturato) alla crosta sovrastante un'altra placca.

## Caratteristiche
Il terrane mantiene le sue strutture geologiche originali, che possono essere anche molto diverse da quelle delle aree circostanti, appartenenti alla nuova zona di crosta con cui si è suturato (da cui il termine "terrane esotico").
L'area di congiunzione tra un terrane e la nuova crosta cui si unisce è solitamente identificabile come una faglia.
In passato la terminologia terrane veniva utilizzata per descrivere una serie di formazioni rocciose o un'area caratterizzata dalla preponderanza di un particolare tipo o gruppo di rocce.
Un terrane non è necessariamente una microplacca autonoma fin dalla sua origine, anche perché può non contenere tutte le strutture e l'abituale spessore della litosfera; è solitamente un pezzo di crosta che si è frantumato, ed è scivolato lateralmente e superficialmente durante un processo di subduzione tra una placca e l'altra, agganciandosi così alla nuova placca sotto cui si è subdotta la sua placca originale.
Quando i terrane sono il risultato di una serie di eventi accrezionari ripetuti e sono pertanto costituiti da subunità con storie e strutture distinte, possono essere definiti superterrane.

## Distribuzione geografica dei terrane

### Africa
- Birminian Terrane
- Kahiltna Terrane
- Likasi Terrane
- Cintura del Mozambico

### Asia
- Shan-Thai Terrane

### Tibet
- Placca di Lhasa[2]
- Placca di Qiantang[2]
- Xigaze Terrane[2]
- Bainang Terrane[2]
- Zedong Terrane[2]
- Dazhuqu Terrane[2]

### Australasia
- Brook Street Terrane[3]
- Buller Terrane[3]
- Caples Terrane[3]
- East Tasmanian Terrane
- Glenburgh Terrane
- Dun Mountain-Maitai Terrane[3]
- Molong—Monaro Terrane
- Murihiku Terrane[3]
- Narryer Gneiss Terrane
- Takaka Terrane[3]
- Torlesse Composite Terrane[3]
- Waipapa Composite Terrane[3]
- West Tasmanian Terrane

### Europa
- Terrane armoricano
- Avalonia
- Avalon Composite Terrane
- Balearic Terrane
- Briançonnais Terrane
- Central Highlands Terrane
- Central Southern Uplands Terrane
- Charnwood Terrane
- Hebridean Terrane
- Leinster—Lakesman Terrane
- Midland Valley Terrane
- North Armorican Composite Terrane
- Northern Highlands Terrane
- Rosslare—Monian Terranes
- Southern North Sea Terrane
- Tregor—La Hague Terrane
- Wrekin Terrane[4]

### Fennoscandia
- Bamble Terrane[5]
- Idefjorden Terrane[5]
- Kongsberg Terrane[5]
- Telemarkia Terrane[5]
- Western Gneiss Region[6]

### Nord America
- Avalonia Terrane[7]
- Bancroft Terrane[8]
- Buffalo Head Terrane
- Cache Creek Terrane
- Carolina Terrane
- Cassiar Terrane
- Crescent Terrane
- Elzevir Terrane[8]
- Frontenac Terrane[8]
- Ganderia Terrane[7]
- Hottah Terrane
- Insular Superterrane
- Meguma Terrane[7]
- Occidentalia Terrane
- Pacific Rim Terrane
- Pearya Terrane
- Salinian Block
- Slide Mountain Terrane
- Smartville Block
- Sonomia Terrane
- Steel Mountain Terrane[8]
- Stikinia
- Wrangellia Terrane
- Yakutat Block
- Yukon—Tanana Terrane

### Sud America
- Arequipa-Antofalla
- Chaitenia
- Chilenia
- Chiloé Block
- Cuchilla Dionisio Terrane
- Cuyania
- Fitz Roy Terrane
- Madre de Dios Terrane
- Mejillonía
- Nico Perez Terrane
- Pampia
- Blocco Paranapanema
- Piedra Alta Terrane
- Tandilia Terrane